# جورج وندسور (إيرل سانت أندروز)
جورج وندسور (بالإنجليزية: George Windsor) (ولد يوم 26 يونيو من العام 1962) هو الابن الأكبر للأمير إدوارد دوق كينت، وزوجته، كاثرين، دوقة كينت.